# Orthopodomyia mcgregori
Orthopodomyia mcgregori är en tvåvingeart som först beskrevs av Banks 1909.  Orthopodomyia mcgregori ingår i släktet Orthopodomyia och familjen stickmyggor.
Artens utbredningsområde är Filippinerna. Inga underarter finns listade i Catalogue of Life.